# Hiron
Hiron (grč. Χείρων, Kheírôn) u grčkoj mitologiji sin je Krona i Okeanide Filire; Kentaur i odgajatelj mnogih grčkih junaka.

## Etimologija
Hironovo ime izvedeno je od grčke riječi χείρ koja znači "ruka". Dakle, Hiron je "onaj koji liječi rukama".

## Mitologija

### Rođenje
Kad ga je Filira, Okeanova kćer, rodila, odbacila ga je zbog izgleda. Kako bi sve sakrio pred svojom ženom Rejom, Kron je Filiru pretvorio u lipu.

### Poučavanje
Kentauri su bili zloglasni kao nasilni i nekulturni pijanice. Za razliku od njih, Hiron je bio pravi kontrast, inteligentan, civiliziran i ljubazan. Bio je stručnjak za umjetnost, lov i medicinu, a također i proricanje. Bio je Okirojin otac, s nimfom Hariklom, a živio je na gori Pelionu.
Hiron je odgajao i poučavao brojne grčke junake: Ahileja, Ajanta, Akteona, Aristeja, Asklepija, Eleja, Herakla, Jazona, Kena, Medeja, Patrokla, Peleja, Telamona i Tezeja, a prema nekim izvorima i Dioniza. Imao je dar kojim je omogućio svojim učenicima da otkriju svoje najveće potencijale.
Hiron je ekshumirao tijelo Giganta Damisa i stavio njegovu kost u Ahilovu petu. 

### Hironova smrt
Bio je Kronov sin i Titan te nije mogao umrijeti. Ostao je posljednji Kentaur i želio je žrtvovati svoj život da bi omogućio čovječanstvu da koristi vatru. Budući da je bio besmrtan, Heraklo se dogovorio sa Zeusom da razmijeni Hironovu besmrtnost za život okovanog Prometeja.
Dok je Heraklo izvršavao svoj zadatak u kojem je trebao ubiti erimantskog vepra, večerao je s Folom. Heraklo je zatražio vina, a Fol mu je dao sveto Dionizovo vino koje je privuklo Kentaure prevođene Nesom koji su se skupili vani. Heraklo je na njih ispalio strijele, a oni su ih gađali kamenjem, drvećem i stijenama. Jedna je strijela, umočena u otrovnu Hidrinu krv, pogodila i Hirona. Hiron ju je izvukao iz tijela i upitao se kako tako mala strijela može uzrokovati toliko smrti i uništenja. U tom je trenutku umro, odrekao se svoje besmrtnosti, a bogovi su ga postavili kao zviježđe Strijelca na nebu. U novije je vrijeme s njime poistovjećivano zviježđe Kentaura.

## Znanost i kultura
Po Hironu je nazvan mali planet i komet 2060 Hiron/95P/Hiron.

## Vanjske poveznice
- Hiron u klasičnoj literaturi i umjetnosti (engl.)
- Hiron u grčkoj mitologiji (engl.)